# Izviđači
Izviđači (skauti) su pokret za djecu i mladež, a u ostvarivanju ciljeva i programa im pomažu odrasli članovi organizacije. Izviđači se pretežno bave upoznavanjem prirode, druženjem (socijalizacijom djece) i učenjem korisnih vještina koje im mogu pomoći u budućem životu kako u civiliziranom svijetu, tako i u divljini.
Važnija znanja koja izviđači usvajaju su: orijentacija na karti i u prirodi, topografija, upoznavanje biljnog i životinjskog svijeta, čvorovi, putni znakovi, izviđačke pjesme, društvene igre u prirodi i zatvorenom prostoru, pionirstvo, signalizacija, prva pomoć, sportovi (npr. izviđački sportovi kao što su: otimanje marame, scoutball, tronogo trčanje) i drugo. Postoje i otvorena natjecanja orijentacijskog tipa i s tzv. olimpijskim disciplinama. Scoutball je jedna od najpopularnijih disciplina, u Hrvatskoj čak i postoji liga natjecanja.

## Izviđački pokret
Izviđaštvo dopunjuje školu i obitelj u stvarima koje su za njih neizvedive. Izviđaštvo otkriva svijet izvan zidova učionice, potiče želju za istraživanjem, otkrivanjem i znanjem. Izviđač aktivno primjenjuje svoje znanje i nesebično ga dijeli s drugima.
Izviđaštvo je pokret, uvijek u pokretu. Prilagođava se uvjetima, mjestu i potrebama. Izviđaštvo je način života. Izviđaštvo pruža starijima mogućnost da pomognu mladima. To je put k boljem razumijevanju među generacijama. U radu s mladima odrasli stječu iskustva i znanja koja im pomažu osobnom razvoju. Pomoć mladim ljudima u izgradnji vlastitog i skladnog fizičkog, intelektualnog, društvenog i duhovnog života, kroz zabavu i razonodu. Izviđaštvo ne poznaje granice rase, svjetonazora ili vjere, u skladu s načelima svog osnivača Roberta Badena Powella.
Odluku o pristupanju i ostanku donose mladi sami, a na osnovu brojnih i zanimljivih programa. Izviđači ne predstavljaju niti jednu političku stranku ili organizaciju. Ipak, izviđači se aktivno uključuju u rad za dobrobit zajednice, društva i domovine. Od svog osnutka 1907. godine izviđaštvo nikad nije prestalo rasti. Danas ima više od 28 milijuna članova – dječaka i djevojčica, mladića i djevojaka, u 216 država i teritorija. U posljednjih 20 godina izviđački pokret je udvostručio svoje članstvo. Velik broj novih članova nalazi se u tranzicijskim zemljama. Izviđački pokret pridonosi razvoju demokracije i civilnoga društva.

## Skautska metoda
- Izviđački zavjet – obećanje i zakoni
- Učenje kroz rad i igru
- U malim skupinama vršnjaka
- Uz pomoć i pozitivan primjer starijih
- Simbolički okvir
- Život i rad u prirodi
- Progresivni poticajni programi – Prema interesima mladih izviđaštvo nudi niz aktivnosti vezanih za život u prirodi – najzdravijoj okolini za rast i razvoj mlade osobe. Kreativnost, jednostavnost i otkrivanje.

To je izviđački izazov!

## Razvitak mlade osobe

### Duhovna dimenzija
Vječno traženje duhovne vrijednosti života, izvan uskih materijalnih okvira. Privrženost duhovnim načelima, poštovanje religije koja ih izražava i prihvaćanje obveza što iz toga proizlaze, odrednice su izviđačke duhovnosti.

### Društvena dimenzija
Sudjelujući u razvoju zajednice, poštujući svakog pojedinca i jedinstvo prirodnoga svijeta, izviđači razvijaju osjećaj odgovornosti i pripadnosti društvu. Izviđači žele širiti ideju mira, razumijevanja i suradnje. Osobna dimenzija izražava se razvijanjem osjećaja osobne odgovornosti i poticanjem želje za vlastiti razvoj.

### Izviđači su aktivni
Odgovaraju na potrebe društva i trenutka u kojem se nalaze.
Izviđači su uključeni u niz aktivnosti lokalne zajednice. Radimo zajedno s prijateljima, susjedima, i čelnicima lokalne samouprave nastojeći riješiti probleme zajednice.
Iako je izviđački život vezan uz prirodu, sudjelujemo i u prevenciji ovisnosti, zaštiti prava djece, zaštiti okoliša i razvoju lokalne zajednice i civilnog društva.
Temeljna načela izviđačkog-skautskog pokreta:
1. Lojalnost prema svojoj domovini, usklađena s promicanjem lokalnog, nacionalnog i međunarodnog mira, razumijevanja i suradnje
2. Sudjelovanje u razvoju društva, uz priznavanje i poštovanje dostojanstva drugog čovjeka i integriteta svijeta prirode
3. Privrženost duhovnim načelima, poštovanje religije koja ih izražava i prihvaćanje obveza koje iz toga proizlaze
4. Privrženost Obećanju i Zakonima poletaraca, odnosno Zavjetu i Zakonima izviđača
5. Odgovornost člana za razvoj samoga sebe Povezujući izviđačka načela i izviđačku metodu s programima i aktivnostima koje su posebno karakteristične za izviđače, Savez izviđača Hrvatske nastoji obuhvatiti interese djece i mladeži razne dobi i raznih društvenih slojeva.

## Članstvo
Članstvo je podijeljeno prema dobnoj granici: 
- pčelice i poletarci: od 7 do 8 godina;
- vučići: od 9 do 11 godina;
- mlađe planinke i izviđači:  od 12 do 15 godina;
- istraživači – starije planinke i izviđači: od 16 do 20 godina;
- mlađe brđanke i brđani: od 21 do 26 godina;
- starije brđanke i brđani stariji od 27 godina

Zajednički naziv za sve kategorije jest izviđači.

## Principi
- Odgoj za život
  - Izviđaštvo dopunjuje školu i obitelj u stvarima koje su za njih neizvedive.
  - Izviđaštvo otkriva svijet izvan zidova učionice, potiče želju za istraživanjem, otkrivanjem i znanjem.
  - Izviđač aktivno primjenjuje svoje znanje i nesebično ga dijeli s drugima.
- Pokret za mlade
  - Izviđaštvo je pokret... uvijek u pokretu. Prilagođava se uvjetima, mjestu i potrebama. **Izviđaštvo je način života.
- Izazov za odrasle
  - Izviđaštvo pruža starijima mogućnost da pomognu mladima. To je put k boljem razumijevanju među generacijama.
  - U radu s mladima odrasli stiču iskustva i znanja koja im pomažu u osobnom razvoju.
- Svrhovita zabava
  - Pomoć mladim ljudima u izgradnji vlastitog i skladnog fizičkog, intelektualnog,društvenog i duhovnog života, kroz zabavu i razonodu.
- Otvoreno za svakoga
  - Izviđaštvo ne poznaje granice rase, svjetonazora ili vjere, u skladu s načelima svog osnivača Roberta Badena Powella.
- Dobrovoljno
  - Odluku o pristupanju i ostanku donose mladi sami, a na osnovu brojnih i zanimljivih programa.
- Nepolitičan i nevladin pokret
  - Izviđači ne predstavljaju niti jednu političku stranku ili organizaciju. Ipak, izviđači se aktivno uključuju u rad za dobrobit zajednice, društva i domovine.
- Međunarodni pokret
  - Izviđaštvo kao pokret postoji u više od 216 država i teritorija.
- Pokret koji raste
  - Od svog osnutka 1907. godine izviđaštvo nikad nije prestalo rasti. Danas ima više od 25 milijuna članova – dječaka i djevojčica, djevojaka i mladića. U posljednjih 20 godina izviđački pokret je udvostručio svoje članstvo. Velik broj novih članova nalazi se u tranzicijskim zemljama. Izviđački pokret pridonosi razvoju demokracije i civilnoga društva.
- Skautska-izviđačka metoda
  - IZVIĐAČKI ZAVJET-OBEĆANJE I ZAKONI – Upute i pravila za ŽIVOT !
  - UČENJE KROZ RAD I IGRU – U malim skupinama vršnjaka, uz pomoć i pozitivan primjer starijih.
  - POTICAJNI PROGRAMI I AKTIVNOSTI – Prema interesima mladih izviđaštvo nudi niz aktivnosti vezanih za život u prirodi – najzdravijoj okolini za rast i razvoj mlade osobe. Kreativnost, jednostavnost i otkrivanje...To je izviđački izazov! Razvitak mlade osobe...
  - DUHOVNA DIMENZIJA – Vječno traženje duhovne vrijednosti života, izvan uskih materijalnih okvira. Privrženost duhovnim načelima, poštovanje religije koja ih izražava i prihvaćanje obveza što iz toga proizlaze, odredince su izviđačke duhovnosti.
  - DRUŠTVENA DIMENZIJA – Sudjelujući u razvoju zajednice, poštujući svakog pojedinca i jedinstvo prirodnoga svijeta, izviđači razvijaju osjećaj odgovornosti i pripadnosti društvu. Izviđači žele širiti ideju mira, razumijevanja i suradnje.
  - OSOBNA DIMENZIJA – ... izražava se razvijanjem osjećaja osobne odgovornosti i poticanjem želje za vlastiti razvoj.
- Hrvatski izviđači-Scout's-skauti (su članovi Saveza izviđača Hrvatske
  - Odgovaraju na potrebe društva i trenutka u kojem se nalaze... Izviđači su uključeni u niz aktivnosti lokalne zajednice.
  - Rade zajedno s prijateljima, susjedima, i čelnicima lokalne samouprave nastojeći riješiti probleme zajednice. Iako je izviđački život vezan uz prirodu, sudjeluju i u: 
    - prevenciji ovisnosti
    - zaštiti prava djece
    - zaštiti okoliša
    - razvoju lokalne zajednice i civilnog društva.

## Obilježja
Članovi rade u malim odgojno-radnim skupinama (Jata i patrole, Koje imaju svoj naziv (obično su povezani s prirodom, pojavama, bajkama...), znak, zastavu, poklić, himnu. Dvije ili više takvih skupina organiziraju se u grupe (Družine, koje imaju sve navedeno). Dvije ili više Družina (čine Udrugu; skautski stijeg, udrugu izviđača ili izviđački odred). Udruge mogu imati pravno svojstvo (žiro-račun) i tijela Udruge propisana Statutom. Udruge se Udružuju u općinski Savez ili u Savez izviđača Hrvatske, radi zajedničkog korištenja resursa, sredstava, povlastica i aktivnosti.
Članovi su prepoznatljivi po Izviđačkoj odori; Košulje, najčešće tamnoplave ili zelene boje, s oznakama pripadnosti i znanja, te maramom koja se razlikuje od udruge do udruge.

## Naobrazba
Neformalna naobrazba
- Savez izviđača hrvatske, te regionalni savezi i zajednice...
- po međunarodnoj licenci "Woodbadge"
- naobrazba izviđačkih volontera i voditelja
- Šumska škola SIH.-a  Arhivirana inačica izvorne stranice od 1. lipnja 2008. (Wayback Machine)
- tečajevi (5-10 dana):  
  - pripremni izviđački tečaj
  - vođe jata
  - vođe patrola
  - vođe družina
  - načelnike udruga
- seminari (1-3 dana):
  - voditelji višednevnih aktivnosti
  - nastavnike koordinatore izviđačkih aktivnosti i voditelje izletničkih družbi
- stručni skupovi
  - za predsjednike, blagajnike, ekonome i menadžere udruga
  - za nastavnike, profesore i studente pedagoškog usmjerenja
  - susreti operativnih kadrova
  - susreti izviđačkih voditelja
  - susreti brđana

## Aktivnosti
Aktivnosti koje upražnjavaju izviđači su: sastanci, izleti, pohodi, bivaci, zimovanja, kolonije, logoravanja, natjecanja između više jedinica i izviđačke smotre.
- Izleti-jednodnevni posjeti određenim lokacijama
- Bivaci-spavanje na otvorenom ili pod šatorima obično vikendom
- Logorovanje-višednevni odlasci na logorovanje obično ljetni period

Izviđačka timska natjecanja:
Koja su izlučna i organizirana na općinskim, regionalnim i državnom nivou.
- IV – izviđački višeboj
- ION – izviđačko orijentacijsko natjecanje
- IO – izviđačka olimpijada

## Kako djeluju izviđači
Osnovne jedinice izviđača su jata i patrole, koje se okupljaju u družine poletaraca, ml. izviđača te istraživača, a dvije ili više družina tvore Izviđačke udruge koje se još mogu nazivati i klubovi, stjegovi ili odredi. Stariji izviđači okupljaju se u klubove brđana koji djeluju samostalno ili u sklopu udruga. 
Na nekom području (županija, grad, općina) moguće su organizacije Saveza izviđača pojedinog područja Savez izviđača Zagreba,  Splitski skautski zbor, Savez izviđača Bjelovarsko-bilogorske županije, Savez izviđača Rijeke, Zagrebački skautski zbor).
Krovna organizacija izviđača u Hrvatskoj je Savez izviđača Hrvatske u koji se izviđačke udruge udružuju na dobrovoljnoj bazi
Hrvatska je podijeljena na pet izviđačkih regija (Centar, Istok, Zapad, Sjever i Jug).

## Program
Način na koji se vrednuje izviđačko znanje sadržano je u stupnjevima znanja
- 1., 2. i 3. letu za pčelice i poletarce (izviđače nižih razreda osnovne škole)
- 1., 2. i 3. javorovu listu za planinke i izviđače (viši razredi osnovne škole)
- 1., 2. i 3. izazovu za planinke i izviđače-istraživače (srednjoškolski uzrast)

## Povijest izviđača
Prvi je pokrenuo izviđački pokret Robert Baden Powell 1907. u Velikoj Britaniji. Njegovo iskustvo časnika za vrijeme Burskog rata u Južnoafričkoj Republici pokazalo mu je koja znanja su potrebna tadašnjem mladom čovjeku, kako bi se lakše snašao u divljini i svakodnevnom životu. Ubrzo je ideja o takvom odgoju mladih zaživjela i u drugim državama svijeta.
Od 1881. u Hrvatskoj se po srednjim školama osnivaju đačke izletne družbe pa se to smatra začetkom skautskog pokreta. Jedan od najznačajnijih vođa bio je Mate Mudrinić, profesor u Vinkovcima (kasnije u Varaždinu). Izletničke družbe se od 1913. godine nazivaju skautima, uvažavajući načela i principe osnivača. Tijekom ratova pružaju nesebičnu pomoć u zbrinjavanju i evakuaciji stanovništva te pomažu u organizaciji vatrogasnih i sanitetskih službi. Prilikom osnivanja Svjetske organizacije izviđačkog pokreta (engl. World Organization of the Scout Movement, WOSM) i Svjetskog udruženja ženskih izviđača (engl. World Association of Girl Guides and Girl Scouts, WAGGGS) na konferencijama u sklopu izaslanstva Kraljevine SHS prisustvuju i hrvatski skauti/izviđači. Tijekom diktature kralja Aleksandra uvodi se državni Savez i naziv 'izviđač', zabranjuju se svi skautski stjegovi koji ne nose naziv 'jugoslavenski', te su se stjegovi mogli osnivati samo na kraljevskim rojalnim akademijama. Ovim dekretima hrvatski su skauti odolijevali čuvajući svoj nacionalni identitet. Tek 1946. godine raspuštaju se svi skautski oblici zbog novog društvenog poretka FNRJ (kasnije SFRJ).
Tijekom 1950. pod vodstvom bivših skautskih rukovodioca iz pionirskog pokreta ponovno se aktiviraju izviđači. Prve izviđačke čete osnovane su 10. studenog u Splitu i u Zagrebu 22. prosinca 1950. u Osnovnoj školi u Harambašićevoj ulici 18 (danas OŠ Augusta Harambašića), ta se četa zvala "Mladi partizan". Ubrzo je, i to 19. svibnja 1951. održan prvi tečaj za izviđačke vođe u Zagrebu, u današnjem Gradu mladih u Dubravi. Među spominjanim vođama izviđaštva izdvajaju se Danko Oblak, Boris Lešnik i Kamilo Ferenčak. Pokret je s vremenom rastao te je recimo 1982. u Hrvatskoj bilo registrirano 42.000 izviđača.
Tijekom Domovinskog rata izviđačke jedinice su posustale s radom, dijelom zbog nerazumijevanja lokalnih i vjerskih vođa, usprkos tome što su se baš izviđači prvi uključili u obranu domovine. Godine 1993. Savez izviđača Hrvatske obnavlja svoje članstvo u Svjetskoj organizaciji izviđačkog pokreta (WOSM). U novije vrijeme ponovno sve više mladih počelo sudjelovati u izviđačima tako da je 2005. bilo registrirano 4.100 izviđača.

## Izviđačke internetske stranice
- (www.scout.org/ Svjetska organizacija izviđačkog pokreta)
- (www.scouts.hr/ Savez izviđača hrvatske)
- (www.scoutpark.net/ ScoutPark izviđački web portal)

Regija Centar
- (www.siz.hr/ Savez izviđača Zagreba)
- (https://oimp.hr/ / Odred izviđača MP, Zagreb – Podsused)
- (www.oijelen.hr/ Odred izviđača Jelen, Zagreb
- (www.plavi-pingvin.hr/ Odred izviđača Plavi Pingvin, Zagreb)
- (www.maksimir.hr/ Odred izviđača Maksimir, Zagreb)
- (www.oi-plamen.hr/ Odred izviđača Plamen, Zagreb)
- (www.15tornado.hr/ 15. SDI Tornado, Zagreb – Maksimir)
- (www.scout-betlehem.hr/ Odred izviđača Betlehem, Kutina)
- (www.tus-tur.hr/ Turopoljska udruga skauta Tur, Velika Gorica)
- (www.sites.google.com/site/gorenemore// Old Scout Club, Zagreb)

Regija Sjever
- (www.oi-sirius.hr/ Odred izviđača Sirius, Varaždin)
- (www.oi-hrvatskozagorje.hr/Odred izviđača Hrvatsko zagorje Krapina)

Regija Jug
- (www.skaut-split.hr/ Splitski skautski zbor
- (www.sksplit.hr/ Skautski klub Split, Split)
- (www.sk-marjan.hr/ Skautski klub Marjan, Split)
- (www.oip-brodosplit.tk/ Odred izviđača pomoraca Brodosplit, Split)
- (www.oip-posejdon.hr/ Odred izviđača pomoraca Posejdon, Split)

Regija Istok
- (www.oi-vinkovci.hr/ Odred izviđača, Vinkovci)
- (www.ukij.hr/ Udruga katoličkih izviđača, Jarmina)
- (www.slavonski-hrast.hr/ Udruga izviđača Slavonski Hrast, Osijek)

Regija Zapad
- (www.sir.hr/ Savez izviđača Rijeke)
- (kantrida.bloger.hr/ Odred izviđača Kantrida, Rijeka)
- (www.oi3maj.net/ Odred izviđača 3. maj, Rijeka)
- (oisjeverjug.blog.hr/ Odred izviđača Sjever-jug, Kostrena – Jelenje – Dražice)
- (oiprimorje.blog.hr/ Odred izviđača Primorje, Rijeka)
- (www.huhober.hr/ Odred izviđača Huhober, Grdoselo)

Izviđači Bosne & Hercegovine
- (www.sioz.ba/ Savez izviđača općine Zenica)
- (www.oilisac.tk/ Odred izviđača Lisac, Zenica)
- (www.oizmajevac.tk/ Odred izviđača Zmajevac, Zenica)
- (www.oistarigrad.com.ba Odred izviđača Stari Grad, Mostar)
- (www.radobolja-mostar.blogspot.com/ Odred izviđača Radobolja, Mostar)
- (www.oineretva.ba/ Odred izviđača Neretva, Konic)
- (www.scoutrs.com/ Savez izviđača RS)
- (www.22april.org/ Odred izviđača 22. April, Banja Luka)
- (www.oisemberija.blogger.ba/ Odred izviđača Semberija, Bijeljina)

## Izviđački Centri
Izviđački Centri u Hrvatskoj